# Puente del Congosto
Puente del Congosto è un comune spagnolo di 308 abitanti situato nella comunità autonoma di Castiglia e León.